# 武弘度
武弘度（7世纪—666年），字怀运，唐朝并州文水县（今山西省文水县）人，武则天的伯父武士讓的儿子。

## 生平
武弘度補相州司兵參軍。永徽年间，武士讓卒，武弘度自徐州被髮赤脚走到喪所，負土築塋，晨夕哭號，一天吃一溢米。素芝產廬前，狸擾其旁。唐高宗下詔褒美，旌表其門。他四叔武士彟（武则天之父）死后，武弘度和哥哥武惟良、武士彟的儿子武元庆、武元爽等待武则天之母荣国夫人杨氏失礼。武弘度后来担任魏州刺史、淄州刺史，跟随唐高宗东封泰山，武则天把武惟良、武弘度进献的食物里下毒，毒杀了其姊韩国夫人之女魏国夫人贺兰氏。乾封元年（666年）八月丁未，始州刺史武惟良、淄州刺史武弘度被处死，改姓蝮氏，绝其属籍，以韓國夫人之子贺兰敏之奉祀武士彠。武则天即位后，追封武弘度为九江郡王。

## 子孙
- - 武勝
    - 武充，字虛受。
      - 武典
      - 武異
      - 武願
- 武攸歸，九江王。
  -     - 武良臣，商州刺史。
- 武攸止，恆安王、司賓卿。
  - 武昕忠，鴻臚卿。
  - 武信忠，祕書監同正。
- 武攸望，少府監、蔡公。
  -     - 武徹，洋州刺史。

  - 武溫慎

## 延伸阅读
[在维基数据编辑]
 《新唐書·卷195》，出自《新唐書》